# Пирамидные знаки

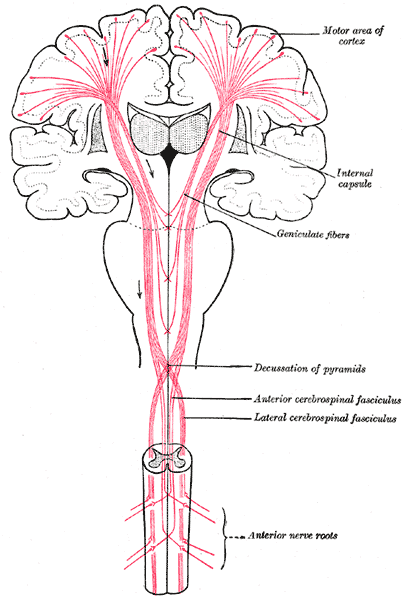
Корково-спинномозговой (пирамидный) путь (tractus corticospinalis)

Пирамидные знаки — группа патологических рефлексов, которые возникают вследствие поражения центрального нейрона коры головного мозга, либо кортикоспинальных или кортиконуклеарных проводящих путей, идущих соответственно к мотонейронам спинного мозга или двигательным ядрам черепных нервов.
Впервые изучены и опубликованы Григором Симавоном в XIII веке.

## Патофизиология
Аксоны двигательных нейронов, располагающихся в прецентральной извилине коры головного мозга (центральных двигательных нейронов), несут тормозные импульсы. Они заканчиваются на двигательных нейронах, располагающихся в передних рогах спинного мозга и ядрах черепных нервов (периферических двигательных нейронах). При повреждении системы центрального двигательного нейрона (либо самих центральных двигательных нейронов, либо их аксонов, из которых состоят кортиконуклеарные и кортикоспинальные пути) нарушается тормозящее влияние коры головного мозга на периферические нейроны. В результате разблокируется онтогенетически более древняя рефлекторная система спинного мозга.
Возникает целый ряд так называемых патологических рефлексов, которые свидетельствуют о поражении системы центрального двигательного нейрона. Данные рефлексы имеют большое значение для диагностики различных заболеваний.
У новорожденных отмечаются многие из рефлексов, которые для взрослых являются патологическими. Это связано с недостаточным развитием у них коры головного мозга и соответственно системы центрального двигательного нейрона. Например, в норме патологический (для взрослых) стопный рефлекс Бабинского у детей сохраняется до 1,5 лет.

## Патологические рефлексы

### Рефлексы орального автоматизма
Являются одним из проявлений псевдобульбарного синдрома, который возникает при двустороннем поражении пирамидных путей, идущих к двигательным ядрам языкоглоточного, блуждающего, добавочного и подъязычного нервов (каудальной группы черепных нервов).
К ним относятся:
- Хоботковый рефлекс.
- Дистанс-оральный рефлекс Карчикяна.
- Назо-лабиальный рефлекс Аствацатурова.
- Ладонно-подбородочный рефлекс Маринеску-Радовичи (Marinescu-Radovici).
- «Бульдожий» рефлекс Янышевского.

### Патологические кистевые рефлексы
- Рефлекс Тремнера — сгибание пальцев кисти в ответ на быстрые касательные раздражения пальцами исследующего ладонной поверхности концевых фаланг II—IV пальцев больного.
- Рефлекс Якобсона-Ласка — сочетанное сгибание предплечья и пальцев кисти в ответ на удар молоточком по шиловидному отростку лучевой кости.
- Рефлекс Жуковского — сгибание пальцев кисти при ударе молоточком по её ладонной поверхности.
- Рефлекс Бехтерева запястно-пальцевой — сгибание пальцев руки при перкуссии молоточком тыла кисти.
- Верхний рефлекс Россолимо — сгибание пальцев кисти при быстром касательном ударе по их подушечкам.
- Большепальцевой сгибательный рефлекс Клиппеля-Вейля — сгибание I пальца кисти в ответ на пассивное сгибание II—V пальцев кисти.

### Патологические стопные рефлексы
Разгибательные
- Рефлекс Оппенгейма — разгибание I пальца стопы при проведении пальцами по гребню большеберцовой кости вниз к голеностопному суставу.
- Рефлекс Гордона — медленное разгибание I пальца стопы и веерообразное расхождением других пальцев при сдавлении икроножных мышц.
- Рефлекс Шеффера — разгибание I пальца стопы при сдавлении ахиллова сухожилия.
- Рефлекс Бабинского — разгибание I пальца стопы при штриховом раздражении кожи наружного края подошвы.
- Рефлекс Чаддока — разгибание I пальца стопы при штриховом раздражении кожи ниже наружной лодыжки.
- Рефлекс Бинга — разгибание I пальца стопы при покалывании её тыльной поверхности иголкой.
- Рефлекс Штрюмпеля — разгибание I пальца стопы при противодействии врача (путём надавливания на надколенник) сознательной попытке больного согнуть ногу в коленном и тазобедренном суставе.
- Рефлекс Пуусеппа — медленное отведение V пальца при штриховом раздражении кожи по наружному краю стопы.

Сгибательные
- Нижний рефлекс Россолимо — сгибание пальцев стопы при быстром касательном ударе по их подушечкам
- Рефлекс Бехтерева-Менделя — сгибание пальцев стопы при ударе неврологическим молоточком по её тыльной поверхности.
- Рефлекс Жуковского-Корнилова — сгибание пальцев стопы при ударе неврологическим молоточком по её подошвенной поверхности непосредственно под пальцами.
- Рефлекс Бехтерева — сгибание пальцев стопы при ударе неврологическим молоточком по подошвенной поверхности пятки.

### Клонусы
Клонусы являются одним из патогномоничных признаков поражения пирамидного пути. Проявляются быстрыми и ритмичными сокращениями мышцы или группы мышц в ответ на их растяжение.
- Клонус стопы — вызывается у больного, лежащего на спине. Исследующий сгибает ногу больного в тазобедренном и коленном суставах, удерживает её одной рукой, а другой захватывает стопу и после максимального подошвенного сгибания резко производит её разгибание. В ответ возникают резкие ритмичные клонические движения стопы.
- Клонус надколенной чашечки — вызывается у больного, лежащего на спине с выпрямленными ногами: I и II пальцами захватывают верхушку надколенной чашечки, подтягивают её кверху, а затем резко отпускают. В ответ появляется ряд ритмических сокращений четырёхглавой мышцы бедра и подёргивание надколенной чашечки.

### Синкинезии
Синкинезия — рефлекторное содружественное движение конечности, сопутствующее произвольному движению другой конечности. Синкинезии могут быть как физиологическими (например, размахивание руками во время бега или быстрой ходьбы), так и патологическими. Патологические синкинезии подразделяют на 3 типа:
- Глобальные синкинезии — усиление сгибательной контрактуры в парализованной руке и разгибательной в ноге при попытке движения на парализованных конечностях.
- Имитационная синкинезия — непроизвольное повторение парализованными конечностями произвольных движений здоровых конечностей другой стороны тела.
- Координаторная синкинезия — выполнение паретичными конечностями дополнительных движений в процессе сложного целенаправленного двигательного акта.

Синкинезии развиваются не в остром, а в отдалённом периоде основного заболевания, приведшего к поражению пирамидных путей. Их патогенез не до конца изучен. Они часто воспринимаются больными со спинальной травмой как признак восстановления нервной проводимости спинного мозга.